# Sarajevska rezolucija
Sarajevska rezolucija bila je jedna od muslimanskih rezolucija, koju je tijekom Drugog svjetskog rata u Sarajevu usvojila skupština El-Hidaje. Ovom rezolucijom konstatira se teška situacija u kojoj su se našli Bošnjaci, a za koju se navodi da je posljedica smišljene politike ustaša da izazovu sukobe pravoslavaca i muslimana, javno se osuđuju zločini pojedinih Bošnjaka nad Srbima, konstatira obespravljenost muslimana koju provodi ustaški režim i zahtijeva uspostavljanje reda i mira, kažnjavanje odgovornih za zločine i pružanje pomoći žrtvama. Jedan od razloga donošenja rezolucije bili su i masakri četničkih odreda Jugoslavenske vojske u otadžbini nad bošnjačkim civilima u istočnoj Bosni.  

## Rezolucija
Tijekom Drugog svjetskog rata teritorij Bosne i Hercegovine pripao je Nezavisnoj Državi Hrvatskoj čije je osnivanje, uz podršku nacističke Njemačke, proglasio Slavko Kvaternik 10. travnja 1941. godine. U Nezavisnoj Državi Hrvatskoj ubrzo su po njenom osnivanju započeti zločini nad Srbima, Židovima i Romima. U cilju provođenja politike, nastao je veliki broj koncentracijskih logora. Dio bošnjačkog stanovništva svrstao se uz ustaše i sudjelovao u činjenju genocida. 
Pored toga, smišljenim aktivnostima kao što su korištenje muslimanskih odjevnih predmeta tijekom vršenja zločina nad Srbima i namjernim glasnim oslovljavanjem muslimanskim imenima ustaše su izazivale sukobe između Srba i Bošnjaka. Ovakvi događaji utjecali su na to, da muslimani iz Bosne i Hercegovine usvoje čitav niz rezolucija koje su donosili u: Zenici, Prijedoru, Mostaru, Banjoj Luci, Tuzli, Bijeljini i Trebinju.
Veliki broj Bošnjaka, građana Sarajeva okupio se 12. listopada 1941. godine i na tom skupu usvojio i potpisao rezoluciju čiji je sadržaj sličan sadržaju Sarajevske rezolucije koju je skupština udruženja ilmije "El-Hidaje" usvojila 14. kolovoza 1941. godine. Inicijatori i idejni tvorci ove rezolucije bili su: Mehmed ef. Handžić i Kasim ef. Dobrača.
Tekst rezolucije sastoji se od tri točke u kojima se iznose konstatacije i stavovi potpisnika rezolucije povodom aktualne situacije u kojoj se nalaze muslimani Bosne i Hercegovine:
- Prva točka rezolucije konstatira teško stanje u kojem su se našli muslimani Bosne i Hercegovine, zbog smišljene politike izazivanja međunacionalnih sukoba i nepromišljenih napada uzbunjenih pravoslavaca na muslimane;
- Druga točka rezolucije odriče odgovornost svih muslimana za zločine koje su pojedini muslimani počinili nad pravoslavcima. Također, u drugoj tački rezolucije osuđuju se muslimani koji su činili nasilje i iznosi se stavovi da je takvo nasilje rezultat djelovanja "neodgovornih elemenata i neodgojenih pojedinaca" i odbija se prihvaćanje da "ljaga" zbog zločina padne na sve muslimane. Konstatira se da su u cilju izazivanja mržnje između pravoslavaca i muslimana organizatori zločina nad pravoslavcima oblačili fes nemuslimanima koji su se tijekom vršenja zločina međusobno oslovljavali muslimanskim imenima.
- Treća točka rezolucije konstatira pojavu netrpeljivosti katolika prema muslimanima koji su pretvoreni u građane drugog reda.

Poslije konstatacija i stavova iznijetih u tri točke rezolucije u posebnom dijelu rezolucije je popis od sedam zahtjeva upućen odgovornim "čimbenicima" i muslimanskim vjerskim i političkim predstavnicima. Ovim zahtjevima se traži uspostavljanje sigurnosti života i imovine svih građana, sprečavanje izazivanja međunacionalnih sukoba, suđenje odgovornima za zločine i pomoć žrtvama dotadašnjih sukoba.
Rezoluciju je potpisalo 108 muslimana koji su dužnosnici i članovi raznih vjerskih udruga, profesora, sudaca, zaposlenih u državnoj upravi, trgovaca, zemljoposjednika, studenata itd. Rezolucija je službeno predata ministru Nezavisne Države Hrvatske Jozi Dumandžiću prilikom njegove posjete Sarajevu. Dumandžić je neuspješno pokušao prisiliti potpisnike da opozovu rezoluciju.  U tom naumu nije uspio ni Džafer-beg Kulenović. Potpisnicima je izravno prijetio i Jure Francetić, ustaški pukovnik zadužen za upravljanje Bosnom i Hercegovinom, slanjem u neke od koncentracijskih logora.
Neki konzervativni predstavnici muslimana u Bosni i Hercegovini nisu vjerovali da će rezolucije imati efekta na ustaški režim, pa su odustali od nada da će iste zaštiti njihove interese. U kolovozu 1942. godine osnovali su Odbor narodnog spasa i slali Hitleru peticiju tražeći zasebnu regiju za Bosnu koja bi bila pod izravnom upravom Njemačke. Neke od zahtjeva pravdali su rasnim argumentima.

## Posljedice
Inicijatore i organizatore potpisivanja Sarajevske rezolucije komunističke vlasti su poslije Drugog svjetskog rata proglasile narodnim izdajnicima. Tadašnjeg predsjednika El-Hidaje, Kasima ef. Dobraču je po završetku Drugog svjetskog 26. rujna 1947. godine kazneno vijeće okružnog suda u Sarajevu osudilo na 15 godina zatvora. Povodom poboljšanja odnosa Jugoslavije i Egipta, nekoliko Bošnjaka pušteno je iz zatvora prije isteka kazne, na uvjetnu slobodu. Među njima bio je i Kasim ef. Dobrača koji je poslije deset godina pušten na uvjetju slobodu, a umro je 3. studenog 1979. godine, dva mjeseca poslije objavljivanja feljtona Parergon, autora Derviša Sušića u sarajevskom dnevnom listu Oslobođenje, a u kojem je Dobrača napadan kao pripadnik Islamske zajednice u Bosni i Hercegovini koja je ovim feljtonom predstavljena kao profašistička organizacija koja je surađivala s Hitlerom.

## Vanjske povezice
- Tekst Sarajevske rezolucije, objavljen na stranici Islamske zajednice u Bosni i Hercegovini Arhivirana inačica izvorne stranice od 24. 9. 2015 (Wayback Machine)